# 2 bullet
2 Bullet — японская Industrial/EBM группа. Она была основана противниками тоталитаризма в начале 2003 года в Токио. Влияние на их музыку оказали: Skinny Puppy, Front Line Assembly, Suicide Commando, Funker Vogt, Psyclon Nine. В настоящий момент группа выпустила два альбома («Democratic Violence», «Assasi-nation»), один мини-альбом («You`re downloading anarchism»), а также песни группы вошли в сборники («Darker Waters», «Sakurabana»).

## История
Группа была основана в 2003 году. Ранняя биография группы известна не полностью, после записи первого альбома в 2004 году («Democratic Violence») в группу пришел новый вокалист — Kentaro. Следующий мини-альбом увидел свет только в августе-сентябре 2007 года («You`re downloading anarchism»). В официальной дискографии группы он не значится, в него вошли всего четыре трека («Humankind, Burn their flag, Gung-ho guns, Worthless future»). Второй полноценный альбом группы вышел в 2009 году («Assasi-nation»). В феврале 2010 года группу покинул Kentaro, на данный момент лидер 2 Bullet — Dee Lee — записывает новый альбом для его сайд-проекта, группы «Vanished Empire», а также новый альбом 2 Bullet. 2 Bullet — это «баланс власти», «направление пушки друг на друга», метафора ГВ (Гарантированное Взаимоуничтожение) В 2011 ведётся работа над новым альбомом группы, который получил название «Anti-market Rebellion», к 2012 году он будет полностью завершён. На данный момент записано 6 треков. Новый альбом группы будет доступен для бесплатного скачивания с официального сайта группы и с др. ресурсов сети Интернет.

## Состав
- Dee Lee (гитара, программирование, вокал)
- K (вокал)

## Бывшие участники
- Kentaro (вокал) — покинул группу 7 февраля 2010.
- Romy (вокал) — покинула группу в апреле 2011.

## Дискография
- Anti-market Rebellion (2011)
- Assassi-nation (альбом, 2009)
- Darker Waters (сборник, 2008)
- You`re Downloading Anarchism (альбом, 2007)
- Sakurabana (сборник, 2006)
- Dark Waters (сборник, 2006)
- Democratic Violence (альбом, 2004)